# Escala de Scoville
A Escala de Scoville é usada para indicar o grau de picância ou pungência de plantas Capsicum, como as pimentas ou malaguetas.
Em 1912 o farmacêutico Wilbur Scoville desenvolveu um método para medir o grau de picância das pimentas. Este teste é chamado de Teste Organoléptico de Scoville ou Procedimento de Diluição e Prova. O método foi melhorado e foi criada a escala de unidades de picância de Scoville (Scoville heat units, ou SHU).
| Unidades Scoville     | Tipo de picante                                   |
| --------------------- | ------------------------------------------------- |
| 16 000 000 000        | Resiniferatoxina                                  |
| 15 000 000 - 16 000   | Capsaicina pura                                   |
| 9 100 000             | Nordihidrocapsaicina                              |
| 2 000 000 - 5 300 000 | Spray de pimenta padrão                           |
| 3 180 000             | Pimenta X                                         |
| 1 800 000 - 3 000     | Carolina Reaper Chocolate                         |
| 1 569 300 - 2 200 000 | Carolina Reaper                                   |
| 1 200 000 - 2 009 231 | Pimenta Trinidad Scorpion Butch T                 |
| 1 820 000             | Vicnic-1313                                       |
| 1 300 000             | Pimenta Naga Viper                                |
| 1 000                 | Pimenta Infinity Chilli                           |
| 855 000 - 1 000       | Pimenta Naga Bhut Jolokia                         |
| 876 000 - 970 000     | Dorset Naga                                       |
| 350 000 - 577 000     | Habanero Chili Red Savina™ Habanero               |
| 100 000 - 350 000     | Habanero Chili                                    |
| 100 000 - 350 000     | Pimenta de Chili Scotch Bonnet                    |
| 100 000 - 200 000     | Jamaican Hot Pepper                               |
| 50 000 - 100 000      | Pimenta Thai, Pimenta Malagueta, Chiltepin Pepper |
| 30 000 - 50 000       | Pimenta Caiena, Pimenta Ají , Pimenta tabasco     |
| 10 000 - 23 000       | Pimenta Serrano                                   |
| 5 000 - 15 000        | Pimenta Dedo de Moça                              |
| 5 000 - 10 000        | Wax Pepper                                        |
| 7 000 - 8 000         | Molho Tabasco Habanero                            |
| 2 500 - 8 000         | Pimenta Jalapeño                                  |
| 2 500 - 5 000         | Molho Tabasco                                     |
| 1 500 - 2 500         | Pimenta Rocotillo                                 |
| 1 000 - 1 500         | Pimenta Poblano                                   |
| 600 - 800             | Molho Tabasco Jalapenho                           |
| 500 - 1000            | Pimenta Anaheim                                   |
| 100 - 500             | Capsicum, Pepperoncini                            |
| 0                     | Não-picante, Pimentão (br.)/Pimento (pt.)         |